# Giuseppe Accoramboni
Giuseppe Accoramboni, italijanski rimskokatoliški duhovnik, škof in kardinal, * 24. september 1672, Castel de Preci, † 21. marec 1747.

## Življenjepis
14. februarja 1723 je prejel škofovsko posvečenje.
11. septembra 1724 je bil imenovan za naslovnega nadškofa Filipija; škofovsko posvečenje je prejel 21. septembra istega leta.
12. aprila 1728 je bil imenovan za nadškofa (osebni naziv) škofije Imola. 20. septembra istega leta je bil povzdignjen v kardinala.
11. marca 1743 je bil imenovan za škofa Frascatija.